# Lac Pikianikijuan
Lac Pikianikijuan är en sjö i Kanada.   Den ligger i regionen Abitibi-Témiscamingue och provinsen Québec, i den sydöstra delen av landet, 260 km norr om huvudstaden Ottawa. Lac Pikianikijuan ligger 362 meter över havet. Arean är 4,0 kvadratkilometer. Den sträcker sig 3,1 kilometer i nord-sydlig riktning, och 3,5 kilometer i öst-västlig riktning.
I omgivningarna runt Lac Pikianikijuan växer i huvudsak blandskog. Trakten runt Lac Pikianikijuan är nära nog obefolkad, med mindre än två invånare per kvadratkilometer.